# ジョディ・ヘンリー
ジョディ・ヘンリー（Jodie Clare Henry、1983年11月17日 - ）は、オーストラリアクイーンズランド州ブリスベン出身の女子競泳選手。種目は自由形。

## 経歴
2002年のコモンウェルスゲームズの100m自由形など3種目に優勝して注目を集め、2003年の世界選手権では100m自由形で銀メダル、4×100mフリーリレーとメドレーリレーで銅メダルを獲得。
2004年アテネオリンピックでは100m自由形の準決勝で53秒52の当時の世界記録を更新。決勝も53秒84で優勝し、リレーを含めて3つの金メダルを獲得。イアン・ソープやグラント・ハケットを抑えてオーストラリアの水泳年間最優秀選手に選ばれた。
2005年の世界選手権では100m自由形と4×100mフリーリレーで金メダル。2007年の世界選手権では4×100mフリーリレーで金メダルを獲得した。
2008年北京オリンピックと2009年の世界選手権への出場を故障のため断念した。2009年9月現役引退を公表した。

## 自己ベスト
- 50m 自由形 : 24秒72 (2006年)
- 100m 自由形 : 53秒52 (2004年)
- 200m 自由形 : 1分59秒05 (2006年)